# رز لوسیا
رز لوسیا (نام علمی: Rosa luciae) یا مترادف (زیست‌شناسی) (نام علمی: Rosa wichuraiana) به زبان ژاپنی تری‌ها نوی‌بارا، یکی از گونه‌های رز است. این گونه بومی کشور ژاپن است و بیشتر در مناطق ساحلی دریا می‌روید.
به غیر از سواحل دریا در مناطقی که سایه نیست و نور آفتاب به‌خوبی می‌تابد نیز رشد می‌کند. تمام گیاه بدون کرک است اما بر روی آن خارهای تیزی وجود دارد. برگ‌ها درخشان هستند و در دسته‌های ۷ یا ۹ تائی می‌رویند. فصل گلدهی از ژوئن تا اوت است. رنگ گل آن سفید است و هر گل ۳٫۵–۳ سانتیمتر قطر دارد. ویژگی مهم آن خاصیت پخش شدن آن بر روی زمین است. رز لوسیا به همراه رز خوشه‌ای والد رزهای بالارونده در اروپا به شمار می‌آید.

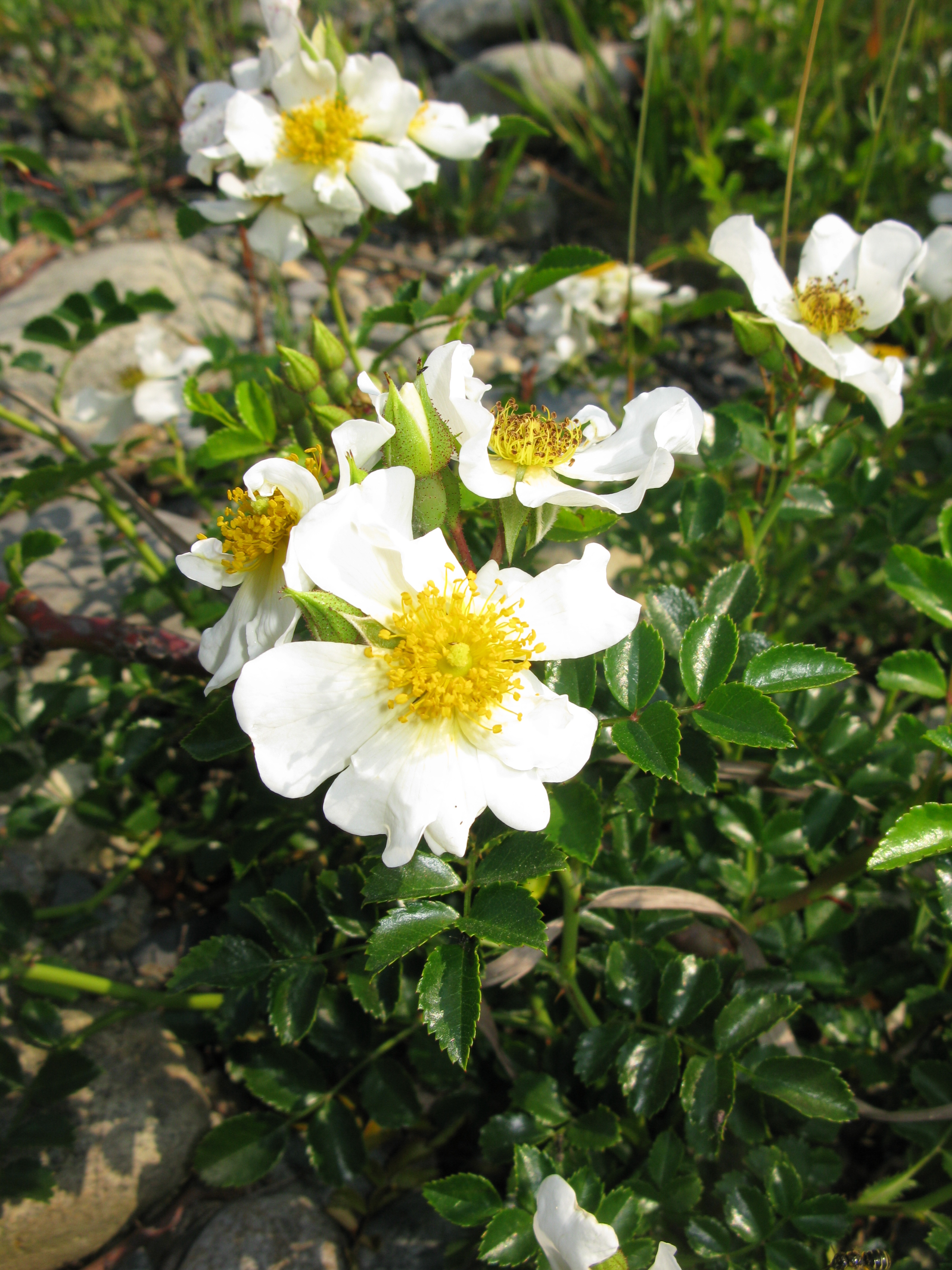
به علت درخشش برگ به زبان ژاپنی تری‌ها یا برگ درخشان نام دارد.
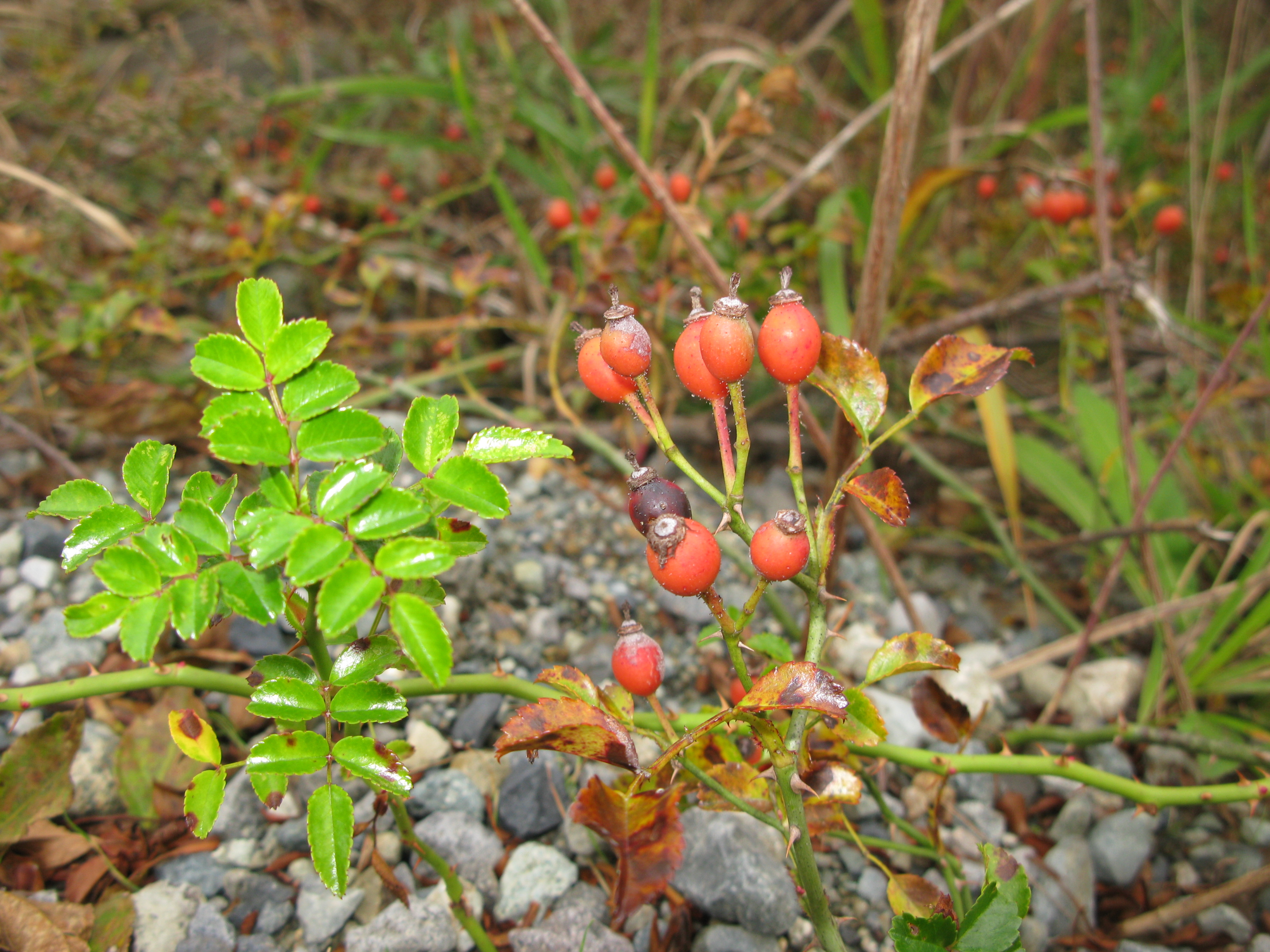
میوه در ماه آذر